# Hưng Hòa (Bình Dương)
Hưng Hòa is een xã van huyện Bến Cát, een huyện in de provincie Bình Dương.
Hưng Hòa ligt in het oosten van het district en ligt in het noordoosten ten opzichte van thị trấn Mỹ Phước, de hoofdplaats van het district. In het zuiden grenst Hưng Hòa aan Tân Uyên en in het oosten en noorden aan Phú Giáo. De afstand tot het centrum van Ho Chi Minhstad bedraagt ongeveer 45 kilometer.
De oppervlakte van Hưng Hòa bedraagt ongeveer 23,13 km². Hưng Hòa heeft 4425 inwoners.